# Acrodon
Acrodon é um género botânico pertencente à família Aizoaceae.

## Espécies
- Acrodon bellidiflorus
- Acrodon deminutus
- Acrodon duplessiae
- Acrodon leptophyllus
- Acrodon parvifolius
- Acrodon purpureostylus
- Acrodon quarcicola
- Acrodon subulatus